# Deutsche Akademie des Tanzes
Die Deutsche Akademie des Tanzes war eine 1961 gegründete und 1987 als e.V. neugegründete Personenvereinigung mit Sitz in Köln, die 1995 aufgelöst wurde.

## Geschichte und Vorbilder
Die Gründung erfolgte 1961 in Köln unter dem Vorsitz von Aurel von Milloss und unter Beteiligung von Kurt Peters, Kurt Jooss, Mary Wigman, Gret Palucca, Yvonne Georgi, Harald Kreutzberg, Tatjana Gsovsky und anderen. „Nach dem Vorbild der von Platon im Jahre 387 v. Chr. gegründeten Akademie“ sollte diese „eine Stätte engen persönlichen Kontakts sein, in der sich die Arbeit im Dialog und in der lebendigen menschlichen Beziehung vollzieht.“ Vorbilder waren aber auch die Académie Royale de danse (1661) und die 1873 gegründete Akademie der Tanzlehrkunst in Berlin, zu deren prominenten Mitgliedern Amint Freising gehörte und welcher Friedrich Albert Zorn seine Grammatik der Tanzlehrkunst vor der Veröffentlichung zur Beurteilung vorgelegt hatte. Auch verschiedene Versuche, eine Tanzakademie in Verbindung mit einem Ausbildungsinstitut aufzubauen, sind zu erwähnen, namentlich die von Rudolf von Laban geleiteten Deutschen Meisterstätten für Tanz in Berlin vor dem Zweiten Weltkrieg und seine Versuche, zusammen mit Olga Brandt-Knack und später von dieser mit Kurt Peters, nach dem Krieg in Hamburg eine Akademie des Tanzes aufzubauen. Die von Milloss 1961 angestrebten Ziele der Deutschen Akademie des Tanzes wurden jedoch insbesondere aufgrund seines Verlassens der Kölner Hochschule für Musik und seines Fortgangs aus Deutschland nicht erreicht.
1987 erfolgte durch den einstigen Schriftleiter Kurt Peters eine Neugründung der Akademie als Personenvereinigung in der Rechtsform eines gemeinnützigen eingetragenen Vereins. Sie bildete die Sektion Bundesrepublik Deutschland im Conseil International de la Danse (C.I.D.D.), UNESCO, Paris und war Mitglied im Deutschen Kulturrat / Rat für darstellende Kunst und Tanz.

## Ziele
Die Deutsche Akademie des Tanzes wollte die Stellung des Tanzes in der Gesellschaft stärken. Ein wesentliches Aufgabengebiet sah sie im Bereich der Tanzerziehung, weswegen sie sich immer wieder in der Thematik „Tanz für die Schule“ und für eine verbindliche Aufnahme des Tanzes in die Curricula der allgemeinbildenden Schule engagierte. Ein weiteres Hauptthema fand sie in der Forderung nach einem Berufsschutz für Tänzer und Tanzpädagogen. Auch war sie beispielsweise um die Etablierung der Tanzwissenschaft bemüht, was schließlich zur Einrichtung der ersten Professur für Tanzwissenschaft im deutschsprachigen Raum an der Hochschule für Musik und Tanz Köln führte. Die Deutsche Akademie des Tanzes wollte keine Ausbildungsstätte und auch kein Dachverband sein. Sie scheiterte letztlich an der Unvereinbarkeit des laufend erforderlichen hohen Organisationsaufwandes mit der aus den Mitgliedsbeiträgen des Vereins nicht finanzierbaren und deshalb nur ehrenamtlich geleisteten Geschäftsführungstätigkeit sowie an den zu geringen zeitlichen Möglichkeiten ihrer Mitglieder, sich gemeinsam den Aufgaben zu widmen.

## Aktivitäten
Die Deutsche Akademie des Tanzes
- veranstaltete Symposien, u. a. in Köln, Hannover, Essen-Werden, Frankfurt am Main, Dresden (Mitveranstalter des 1. deutsch-deutschen Tanzsymposiums 1990), Hamburg und Mannheim.
- gab die Zeitschrift assemblé heraus, benannt nach dem gleichnamigen Tanztechnik-Terminus, der einen „Sprung von einem auf beide, üblicherweise in der 5. Position befindlichen Beine“[4] meint, und in Anspielung auf das französische Verb assembler, versammeln.
- bildete vorübergehend eine „Ständige Konferenz der Leiter der Tanzabteilungen an den staatlichen Musikhochschulen und gleichgestellten Ausbildungsinstituten“
- gab eine Buchpublikationsreihe Leitfäden für Tanzpädagogen heraus
- arbeitete mit den Direktionen der Tanzensembles zusammen, förderte die Tanzforschung durch Erschließungsprojekte und Dokumentationen, förderte Ausstellungen über Tanz und wirkte durch Beratungen, Information, Koordination.

## Mitglieder und  Ehrenmitglieder
Zu den Mitgliedern seit der Neugründung zählten neben vielen anderen Roger George, Reinhild Hoffmann, Johann Kresnik, John Neumeier, Gert Reinholm, Bernd Schindowski, Arila Siegert, Tom Schilling, Konstanze Vernon  und  Hanne Wandtke. Ehrenmitglieder waren Rosalia Chladek, Hertha Feist, Tatjana Gsovsky, Niddy Impekoven, Gret Palucca und schließlich Kurt Peters.